# مفعل حيوي
المفعل الحيوي هو كائن حي دقيق- بكتريا أو فيروسات أو مركب طبيعي نشط يؤثر بشكل مباشر أو غير مباشر على أداء النبات (تسميد حيوي)، وبالتالي لديه القدرة على تقليل استخدام الأسمدة والمبيدات في إنتاج المحاصيل. 

## انواعه
العوامل الحيوية لها تأثير مباشر أو غير مباشر على أداء النبات من خلال التأثير على التطبيقات الوظيفية أو تنشيط الآليات الحيوية، خاصة تلك التي تتداخل مع تفاعلات الأحياء الدقيقة للتربة والنبات، وعلى النقيض من الأسمدة التقليدية ومبيدات الآفات، فإن فاعلية العوامل الحيوية لا تعتمد على مدخل جوهري كبير من المغذيات النباتية المعدنية، سواء في الأشكال غير العضوية أو العضوية.

### المنتجات المستخدمة
- مخلفات الأحياء الدقيقة.
- منتجات السماد والتخمير.
- مستخلصات النباتات والطحالب.

يتم تطبيق تحضيرات العامل الحيوي(عوامل حيوية) كمنتجات جاهزة التركيب لللاسباب الاتية ː
- بغرض تحفيز نمو النبات (المنبهات الحيوية).
- لتحسين اكتساب المغذيات النباتية (الأسمدة الحيوية).
- حماية النباتات من مسببات الأمراض والآفات (عوامل المكافحة الحيوية).
- بشكل عام لتعزيز الكفاءة المحصولية؛ يمكن أن تحتوي على واحد أو أكثر من المؤثرات الحيوية مع مواد أخرى.[3]

## الاثار الايجابية للعامل البيولوجي
نجد ان العوامل الحيوية المعدة جيدا ذات النتائج الإيجابية الموثقة على المستوى الميداني هي: سلالات الريزوبيا لتلقيح التربة أو البذور كشرط أساسي للتثبيت التكافؤ N2 عند إنشاء نوع أو أنواع جديدة من البقوليات.
الآثار الإيجابية لتلقيح متعايشة فطرية جذرية في تربة ذات احتمال منخفض (مؤقتاً) لحدوث جذور طبيعية.تحلّل ما يكفي من السكريات من المغذيات (P) وامتصاص المياه ويزيد من مقاومة الفطور الممرضة.
تفترض المزيد من الآليات للتأثير الإيجابي للأغذية الحيوية على نمو النباتات، مما يعد بإمكانية عالية للحفاظ على الموارد بناءا علي انخفاض استخدام الأسمدة ومبيدات الآفات:
- تعبئة نشطة للمغذيات عن طريق ارتشاح الأحماض والكربوكسيلات (مثل التعبئة P).
- نضوح_تسرب_ المغذيات الدقيقة / مستخلصات العناصر الغذائية (مثل Fe3 +).
- تقليل تأثير العناصرمن أشكال أقل تأكسدًا قابلة للذوبان إلى أشكال مخفضة للغاية (مثل Fe3 + إلى Fe2 +، Mn4 + إلى Mn2 +).
- اقتران N2 غير تكافلي لتثبيت التضاد الوقائي لمسببات أمراض النبات.
- تعزيز عدوى ونمو المتعايشة الفطرية الجذرية، وتحفيز الآثار الهرمونية.